# Municipio de General Zaragoza
El municipio de General Zaragoza es un municipio de México ubicado en el estado de Nuevo León. Nombrado así en honor al general Ignacio Zaragoza, quien lideró al ejército mexicano durante la Batalla de Puebla (invasión francesa). Su cabecera es la localidad de General Zaragoza. Cuenta con una extensión territorial de 1,108.5 kilómetros cuadrados. Colinda al norte con el municipio de Aramberri, al sur con Hidalgo, Güemez y Miquihuana; Tamaulipas y al oeste con Doctor Arroyo.

## Orografía
General Zaragoza se encuentra en la provincia fisiográfica de la Sierra Madre Oriental y en la subprovincia Gran Sierra Plegada. Las elevaciones más características son la Sierra Peña Nevada, el Cerro El Viejo y la Sierra los Toros.

## Clima
| Parámetros climáticos promedio de General Zaragoza, Nuevo León (1777 msnm) | Parámetros climáticos promedio de General Zaragoza, Nuevo León (1777 msnm) | Parámetros climáticos promedio de General Zaragoza, Nuevo León (1777 msnm) | Parámetros climáticos promedio de General Zaragoza, Nuevo León (1777 msnm) | Parámetros climáticos promedio de General Zaragoza, Nuevo León (1777 msnm) | Parámetros climáticos promedio de General Zaragoza, Nuevo León (1777 msnm) | Parámetros climáticos promedio de General Zaragoza, Nuevo León (1777 msnm) | Parámetros climáticos promedio de General Zaragoza, Nuevo León (1777 msnm) | Parámetros climáticos promedio de General Zaragoza, Nuevo León (1777 msnm) | Parámetros climáticos promedio de General Zaragoza, Nuevo León (1777 msnm) | Parámetros climáticos promedio de General Zaragoza, Nuevo León (1777 msnm) | Parámetros climáticos promedio de General Zaragoza, Nuevo León (1777 msnm) | Parámetros climáticos promedio de General Zaragoza, Nuevo León (1777 msnm) | Parámetros climáticos promedio de General Zaragoza, Nuevo León (1777 msnm) |
| Mes                                                                        | Ene.                                                                       | Feb.                                                                       | Mar.                                                                       | Abr.                                                                       | May.                                                                       | Jun.                                                                       | Jul.                                                                       | Ago.                                                                       | Sep.                                                                       | Oct.                                                                       | Nov.                                                                       | Dic.                                                                       | Anual                                                                      |
| -------------------------------------------------------------------------- | -------------------------------------------------------------------------- | -------------------------------------------------------------------------- | -------------------------------------------------------------------------- | -------------------------------------------------------------------------- | -------------------------------------------------------------------------- | -------------------------------------------------------------------------- | -------------------------------------------------------------------------- | -------------------------------------------------------------------------- | -------------------------------------------------------------------------- | -------------------------------------------------------------------------- | -------------------------------------------------------------------------- | -------------------------------------------------------------------------- | -------------------------------------------------------------------------- |
| Temp. máx. abs. (°C)                                                       | 32                                                                         | 38                                                                         | 39                                                                         | 41                                                                         | 42                                                                         | 39                                                                         | 37                                                                         | 37                                                                         | 36                                                                         | 35                                                                         | 34                                                                         | 35                                                                         | 42                                                                         |
| Temp. máx. media (°C)                                                      | 20.1                                                                       | 22.7                                                                       | 25.3                                                                       | 28.1                                                                       | 28.8                                                                       | 29.0                                                                       | 28.5                                                                       | 28.5                                                                       | 26.4                                                                       | 24.9                                                                       | 22.3                                                                       | 20.9                                                                       | 25.5                                                                       |
| Temp. media (°C)                                                           | 13.1                                                                       | 15.3                                                                       | 17.8                                                                       | 20.2                                                                       | 21.4                                                                       | 22.0                                                                       | 21.5                                                                       | 21.5                                                                       | 20.3                                                                       | 18.5                                                                       | 15.7                                                                       | 14.0                                                                       | 18.4                                                                       |
| Temp. mín. media (°C)                                                      | 6.1                                                                        | 8.0                                                                        | 10.2                                                                       | 12.4                                                                       | 14.0                                                                       | 15.0                                                                       | 14.5                                                                       | 14.5                                                                       | 14.1                                                                       | 12.1                                                                       | 9.1                                                                        | 7.1                                                                        | 11.4                                                                       |
| Temp. mín. abs. (°C)                                                       | -11                                                                        | -11                                                                        | -4                                                                         | 3                                                                          | 4                                                                          | 7                                                                          | 6                                                                          | 5                                                                          | 7                                                                          | -6                                                                         | -9                                                                         | -10                                                                        | -11                                                                        |
| Precipitación total (mm)                                                   | 13.6                                                                       | 12.9                                                                       | 20.1                                                                       | 27.4                                                                       | 52.7                                                                       | 70.9                                                                       | 79.5                                                                       | 81.6                                                                       | 127.9                                                                      | 43.6                                                                       | 11.6                                                                       | 14.0                                                                       | 555.8                                                                      |
| Días de precipitaciones (≥ 1 mm)                                           | 2.7                                                                        | 2.2                                                                        | 2.7                                                                        | 3.6                                                                        | 6.1                                                                        | 7.8                                                                        | 9.7                                                                        | 8.9                                                                        | 11.9                                                                       | 5.9                                                                        | 2.7                                                                        | 2.0                                                                        | 66.2                                                                       |
| Fuente: Comisión Nacional del Agua                                         |                                                                            |                                                                            |                                                                            |                                                                            |                                                                            |                                                                            |                                                                            |                                                                            |                                                                            |                                                                            |                                                                            |                                                                            |                                                                            |

## Hidrografía
El municipio se caracteriza por su disponibilidad de agua dulce, siendo la principal fuente el Río Blanco (naciente al sur del municipio, en la sierra), del cual derivan numerosas cascadas y ojos de agua tales como El Salto, Velo de Novia, además de arroyos como el Ojo de Agua, La Aguja y Las Norias.

## Turismo
El turismo es una de las actividades más importantes de General Zaragoza. Cuenta con uno de los máximos atractivos de Nuevo León, el Parque Ecoturístico El Salto. 
Cuenta con un clima templano a frío, enmarcado en una gran vegetación boscosa, en donde se enmarcan imponentes cascadas, principalmente "Velo de Novia" y "El Salto", de la cual toma su nombre el parque.
En la Plaza de Armas o principal se encuentra el Templo de San José del Río Blanco, símbolo de su cultura religiosa e impactantes victorias. Su construcción data de la época colonial, y es probablemente la edificación más antigua del municipio. Al ser construido albergó la Misión de San José de Río Blanco, encabezada por frailes franciscanos en la primera mitad del siglo XVIII.
Otros sitios turísticos en General Zaragoza son la Laguna del Perico, un imponente sitio envuelto en misticismo, donde al atardecer las luciérnagas conforman un extraordinario espectáculo. 
El Paseo La Llorona, que toma su forma del cauce del Río Blanco, y sobre cual giran varias leyendas populares, la más relevante es sobre la aparición de La Llorona durante las noches, de ahí el nombre del sitio.
El parque recreativo La Chingada, lugar que ha ganado popularidad internacional debido a la belleza del lugar y su peculiar nombre. Cuenta con palapas, asadores y lugares para acampar.
El Cerro Viejo es una imponente cumbre que es visible desde cualquier parte del municipio, y es uno de los puntos más altos de Nuevo León. La cima está a 3,520 metros sobre el nivel del mar, con una prominencia de 1,202 metros (Cumbre referencia: pico San Onofre en la Sierra Peña Nevada). La montaña forma parte de la Sierra Madre Oriental. Durante el invierno es común ver la montaña cubierta de nieve. El Cerro El Viejo está representado en el escudo municipal de Zaragoza.

## Tradiciones y celebraciones
En cuanto a sus tradiciones, General Zaragoza cuenta con diversas fiestas a lo largo del año; el 19 de marzo es el Día del Pueblo o Día de San José, una fiesta en honor al santo patrono, protector de la familia y el trabajo que consiste en la celebración de una misa, la instalación de una feria popular y el tradicional baile de los Danzantes del Refugio.
Esta tradición de los Danzantes del Refugio la realizan quienes bajan desde las rancherías a darle color a las fiestas patronales y tiene ya más de 65 años; empieza cuando los bailadores se forman en cruz y hacen una reverencia, por estar frente a la imagen de San José. La danza consiste en tres partes y la integran 26 bailarines.

## Gastronomía
General Zaragoza también tiene cuenta con una gastronomía diversa, con platillos típicos de la región como el cabrito, la trucha empapelada en aluminio con verduras, trucha a las brasas, asado de puerco, cortadillo, enchiladas, entre otros.